# Emir Mutapčić
Emir Mutapčić (Zenica, 27 maggio 1960) è un ex cestista e allenatore di pallacanestro bosniaco, fino al 1992 jugoslavo.

## Carriera
Con la Jugoslavia ha disputato i Giochi olimpici di Los Angeles 1984, i Campionati europei del 1985 e i Campionati mondiali del 1986.
Con la Bosnia ed Erzegovina ha disputato i Campionati europei del 1993.

## Palmarès

### Giocatore
- YUBA liga: 2

Bosna: 1979-80, 1982-83
- Coppa di Jugoslavia: 1

Bosna: 1984

### Allenatore

#### Squadra
- Campionato tedesco: 3

Alba Berlino: 2000-01, 2001-02, 2002-03
- Coppa di Germania: 2

Alba Berlino: 2002, 2003

#### Individuale
- Basketball-Bundesliga Allenatore dell'anno: 1

ALBA Berlino: 2001-02